# 沃克湾
沃克湾（Walker Bay）是位于南非西開普省西南部的一个大海湾。其岸边的小镇赫爾馬努斯是一個观鲸场所。南露脊鯨會在在冬季和春季期間造访海湾。沃克湾隸屬於當地的一个海洋保护区，大多数划船和捕鱼活动都被禁止。

## 葡萄酒
沃克湾也是南非的葡萄酒产区，當地气候比南非的大多数地区都要凉爽。當地種植有黑比诺以及莎当妮。 